# San Andrés Tuxtla
San Andrés Tuxtla är en ort i Mexiko.   Den ligger i kommunen San Andrés Tuxtla och delstaten Veracruz, i den sydöstra delen av landet, 400 km öster om huvudstaden Mexico City. San Andrés Tuxtla ligger 304 meter över havet och antalet invånare är 55 697.
Terrängen runt San Andrés Tuxtla är huvudsakligen kuperad, men åt sydväst är den platt. Runt San Andrés Tuxtla är det ganska tätbefolkat, med 83 invånare per kvadratkilometer. San Andrés Tuxtla är det största samhället i trakten. Omgivningarna runt San Andrés Tuxtla är en mosaik av jordbruksmark och naturlig växtlighet.